# Claudio Mellana
Claudio Mellana (Torino, 30 settembre 1948) è un umorista italiano.

## Biografia
Ha cominciato pubblicando su riviste underground o politiche alla fine degli anni sessanta.
Nel 1972 ha fondato con Dario Mairano la rivista underground Pelo e Contropelo, attiva sino agli anni ottanta. Nel 1975 organizza a Torino la prima mostra di satira politica, chiamata anch'essa Pelo e Contropelo.
Dopo aver partecipato intensamente al movimento uderground e dI controinformazione, a partire da Puzz, Salvo Imprevisti, Carta Stampata, Se la Patria chiama e molti altri, sceglie di dedicarsi alla satira politica e la sua prima importante, e fondamentale per la sua formazione, collaborazione è del 1972 con Ca Balà, la rivista madre della moderna satira politica italiana, e poi si estende a svariati periodici e giornali: ABC, IO, Nuovasocietà, Patria Indipendente, Pianeta, Radiocorriere, Il Collezionista; PK. Suoi disegni compaiono su l'Unità, La Stampa, Stampa Sera, Paese Sera.
Si dedica, a partire dagli anni '70, quasi esclusivamente alla satira politica e realizza centinaia di vignette, e manifesti, per pubblicazioni (giornali e libri) sindacali della CGIL. Illustra anche libri di medicina.
Partecipa a numerose mostre collettive, in Italia e all'estero, ricevendo anche riconoscimenti e premi; espone in mostre personali a Carpi e Torino. 
Accanto alla satira comincia a coltivare la passione per l'umorismo senza parole e per lo studio della storia del disegno satirico, umoristico e caricaturale.
Con Dino Aloi ha curato, per Feltrinelli, nel 1991 il libro Un Lavoro Da Ridere: Antologia Della Satira Del Movimento Operaio Dall'Ottocento a Oggi , nel quale vengono raccolte le vignette a carattere sindacale comparse nei periodici italiani dalla metà dell'800.
Ancora con Dino Aloi, dal 1994, cura il Premio intitolato a Giorgio Cavallo per la satira e l'umorismo, per conto della città di Moncalieri.
Nel 2007 collabora alla realizzazione della mostra "Ludere et ledere" (Umorismo grafico e satira politica) tenutasi a Bergamo.
Nel 2008 alla mostra "Il sorriso graffiato" (Fascismo e antifascismo nel disegno satirico dalla grande guerra alla Costituzione) tenutasi al Castello di Ussel a Chatillon in Valle d'Aosta.
Nel 2010 alla mostra "Dalla Storia alla Satira" (Cronache ed eventi in caricatura da Cavour ad Andreotti) tenutasi all'Archivio di Stato di Torino.
Nel 2010, insieme a Dino Aloi, pubblica "Umoristi in Piemonte" (Dizionario di autori e riviste per sorridere e graffiare dal 1848 ad oggi).
Nel 2011 collabora alla realizzazione della mostra "La donna immaginata. L'immagine della donna" tenutasi a Torino. Nel 2013, sempre con Dino Aloi, realizza la mostra "Casimiro Teja. Sulla vetta dell'umorismo" e il relativo catalogo contiene la più dettagliata biografia del grande caricaturista torinese realizzata sino ad oggi.
Espone frequentemente in mostre collettive.
Nel 2017 realizza per l'Istituto piemontese Antonio Gramsci la mostra "Le vignette di Gramsci" dove vengono esposte le vignette apparse su l'Ordine nuovo. 
Nel 2018 cura la mostra “Donne che sorridono. Umorismo, satira e caricatura al femminile” alla Casa  del Conte Verde di Rivoli.
Nel 2019 pubblica con le Edizioni Neos il libro "Lo Sputasentenze", una raccolta di 583 aforismi e pensieri vari presentata da Bruno Gambarotta, ed espone 50 vignette senza parole  in  una mostra personale allo Spazio Mouv' di Torino.
Nel 2021 ha edito, per le edizioni Il Pennino,  il volume  Contributo per una bibliografia dei periodici satirici e umoristici del Piemonte e della Valle D'Aosta. 1847 - 1998 che viene recensito dall'EIRIS (Équipe Interdiciplinaire de Recherche sur l'Image Satirique) in modo estremamente lusinghiero. 
Nel 2022 viene invitato a partecipare al rinato Salone Internazionale dell'umorismo di Bordighera.
Nel 2023, ancora con l'editore Il Pennino pubblica Muto come una vignetta. Elogio del disegno umoristico senza parole, un volume di 304 pagine con oltre 600 illustrazioni e 300 autori con il quale viene ripercorsa e commentata. la storia del disegno umoristico senza parole dalla metà dell'800 ad oggi, che viene presentato al Salone Internazionale dell'umorismo di Bordighera.
Collabora, o ha collaborato,  con pubblicazioni su Internet come "Cipes Piemonte", "Buduar", "Nuovasocietà","Ossigeno per l'informazione", " Il Foglio Letterario", " VicenzaPiù", "CiaLiguria", "Il Torinese", "Torinofan", "Aostacronaca", "FormatRieti" , "Piemonte topnews", "Pagina 21"e "Tellusfolio".
Ha pubblicato, ad oggi, oltre 3500 vignette.